# Victorino Rojas Magallanes
Victorino Rojas Magallanes(Vallenar, 1858-San Bernardo, 21 de febrero de 1909) fue un abogado y político chileno.

## Biografía

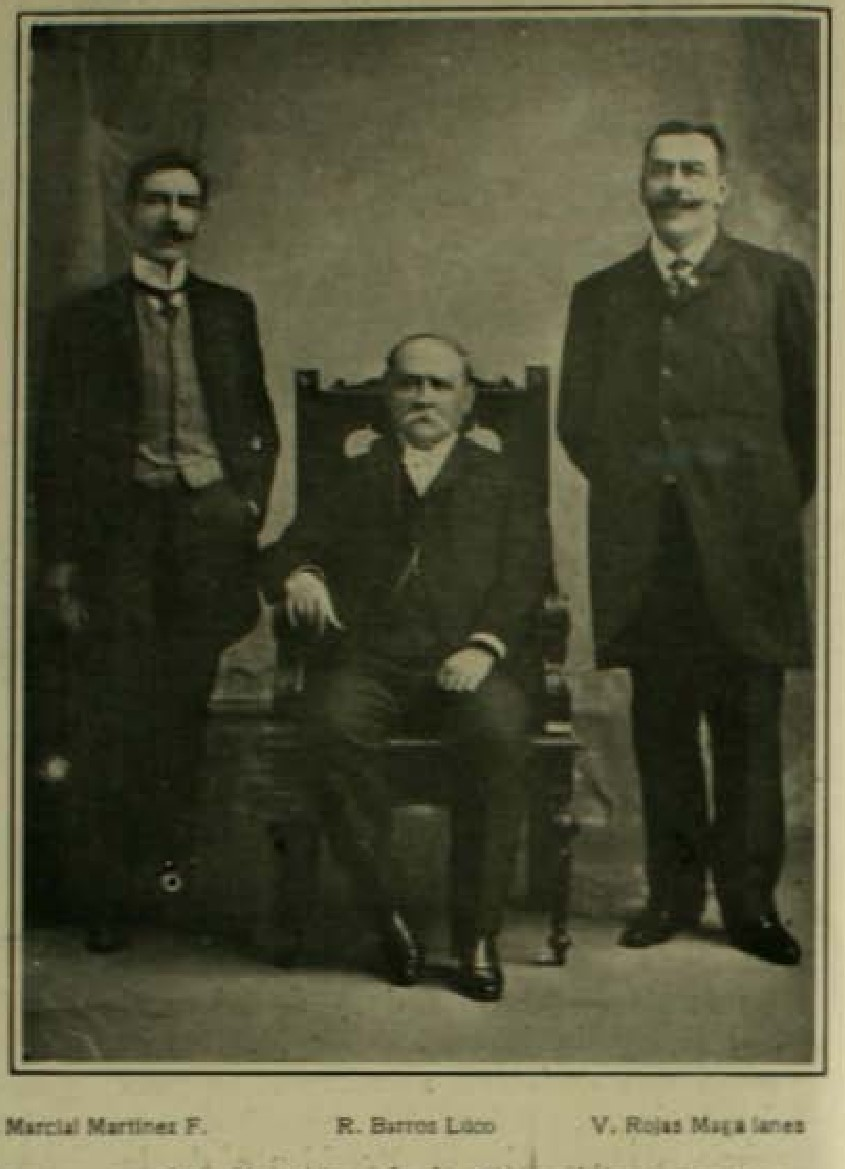
Presidente y Secretarios del Congreso Industrial y Agrícola de Talca. Marcial Martínez F., R. Barros Luco, V. Rojas Magallanes (1905).

Nació en Vallenar en 1858, hijo de Francisco Rojas Salamanca y Carolina Magallanes y Vargas. En su vida personal, contrajo matrimonio con Ester Sánchez Manterola, con quien tuvo diez hijos.
Rojas Magallanes fue uno de los fundadores del Centro Industrial y Agrícola, donde se desempeñó como secretario. En este contexto, escribió diversos estudios técnicos y sociales, entre los que destacan el Informe sobre conservación y reparación de bosques, así como los folletos La reorganización de la estadística y La más racional explotación de las covaderas. Además, participó activamente en los medios de comunicación y fue redactor de la revista oficial de la institución.
En el ámbito gubernamental, ocupó el cargo de jefe de la Oficina de Estadística e Informaciones Agrícolas en el Ministerio de Industria y Obras Públicas, contribuyendo al desarrollo y ordenamiento de la información estadística relacionada con la agricultura. También participó en el Congreso Científico Latinoamericano, donde fue vocal de la sección de agronomía y zootecnia, consolidando su influencia en los ámbitos agrícola y científico.

## Carrera política
En el plano local, Rojas Magallanes tuvo una destacada carrera política. Fue elegido segundo alcalde de la comuna de Puente Alto, cargo que ocupó junto a Carlos Aldunate Solar (primer alcalde) y Rafael Correa Echagüe (tercer alcalde). En esa época, los alcaldes eran elegidos en tríos para un mismo período, lo que aclara la confusión sobre el orden de su mandato. Este hecho fue confirmado en una carta del municipio de Puente Alto fechada el 15 de mayo de 1894, dirigida al gobernador del Departamento de La Victoria, que establece: «En la primera sesión ordinaria fueron designados como primer alcalde don Carlos Aldunate Solar, como segundo don Victorino Rojas Magallanes y como tercero don Rafael Correa Echagüe».
Posteriormente, Rojas Magallanes adquirió el fundo Florida, ubicado en los terrenos donde más tarde se desarrollaría el primer núcleo urbano de la comuna de La Florida. Con la creación de la Municipalidad de La Florida en 1900, pasó a integrarse como regidor. En las elecciones municipales de 1901, fue elegido alcalde de la comuna.
Victorino Rojas Magallanes falleció el 21 de febrero de 1909 en San Bernardo.

## Legado
En reconocimiento a su contribución al desarrollo de La Florida, una calle de la comuna lleva su nombre, así como la estación homónima de la Línea 4 del Metro de Santiago.